# Milan (Ohio)
Milan – wieś w Stanach Zjednoczonych, w stanie Ohio, w hrabstwie Erie.